# Comisión Nacional de Reparación y Reconciliación (Colombia)
En Colombia, en  el marco de la Ley 975 de 2005 o Ley de Justicia y Paz, se crea la Comisión Nacional de Reparación y Reconciliación- CNRR- (Artículo 50), con las siguientes funciones: garantizar a las víctimas su participación en procesos de esclarecimiento judicial y la realización de sus derechos, 
presentar un informe público sobre las razones para el surgimiento y evolución de los grupos armados ilegales, hacer seguimiento y verificación a los procesos de reincorporación y a la labor de las autoridades locales a fin de garantizar la desmovilización plena de los miembros de grupos armados orga- nizados al margen de la ley, y el cabal funcionamiento de las instituciones en esos territorios,  recomendar los criterios para las reparaciones, coordinar la actividad de las Comisiones Regionales para la Restitución de Bienes, adelantar acciones nacionales de reconciliación que busquen impedir la reaparición de nuevos hechos de violencia que perturben la paz nacional. La  Comisión tendría una vigencia de 8 años.
- Datos: Q25411705